# الانتخابات البرلمانية العراقية 2025
من المقرر إجراء الانتخابات البرلمانية في العراق بتاريخ 11 نوفمبر/تشرين الثاني 2025. وستحدد الانتخابات أعضاء مجلس النواب العراقي البالغ عددهم 329 عضوًا، وهم المسؤولون عن انتخاب رئيس الجمهورية ومنح الثقة للحكومة.

## خلفية
أسفرت الانتخابات البرلمانية العراقية لعام 2021 عن اشتباكات عنيفة في بغداد بالإضافة إلى أزمة سياسية استمرت أحد عشر شهرًا. في 3 أغسطس/آب 2022، دعا مقتدى الصدر إلى إجراء انتخابات مبكرة، لكنه لم ينجح في ذلك، فقرر الانسحاب من العملية السياسية بسبب عدم تشكيل حكومة أغلبية وطنية فاستقالت كتله النيابية المكونة من 73 عضو الممثلة بالكتلة الأكبر. مما أدى إلى تشكيل الإطار التنسيقي الموالي لإيران للحكومة. هناك تكهنات بأنه سيعود إلى السياسة قبل الانتخابات.

## النظام الانتخابي

### قانون الانتخابات
ستجري الانتخابات وفقًا للتعديل الثالث لقانون الانتخابات لعام 2018 المعدل سنة 2023، على طريقة القائمة المفتوحة وبالتمثيل النسبي للكيانات المشاركة.
جرت الانتخابات السابقة وفقًا للتعديل الثاني من القانون أعلاه، والذي جعل التصويت فرديًا مما يمنع الأحزاب من الاستفادة من أصوات المرشحين الخاسرين، وقد استفادت الكتلة الصدرية أقصى استفادة من القانون بتحقيقها فوزًا تاريخيًا، عن طريق قيامها بترشيح مرشحيّن اثنين فقط في كل دائرة مما منع تشتت أصواتها، فيما قامت أحزاب الإطار التنسيقي بدفع عدد كبير من مرشحيهم في كل دائرة فتسبب ذلك بخسارة تاريخية لتلك الأحزاب.
بعد انسحاب الكتلة الصدرية واستقالة كامل أعضائها من البرلمان سارع البرلمان الجديد إلى تعديل قانون الانتخابات والعودة إلى نظام التمثيل النسبي والذي ستجري الانتخابات الحالية وفقًا له.

### طريقة حساب المقاعد
ستحتسب المقاعد وفقًا لطريقة سانت ليغو المعدلة، حيث ستقسم الأصوات التي يحصل عليها كل حزب على (1.7 ثم 3 ثم 5 ثم 7 .. إلخ .. ) وبعدها يعاد ترتيب الأرقام من الأعلى إلى الأدنى وبعدد مقاعد الدائرة الانتخابية وحيث سيحصل الحزب على عدد مقاعد مساوي لعدد النواتج التي حصل عليها عند ترتيب الأرقام. ويحصل المرشحين الفائزين بأعلى الأصوات ضمن الكيان الانتخابي على مقاعد ذلك الكيان بإسلوب القائمة المفتوحة.

## المشاركة المحتملة
أعلنت مفوضية الانتخابات أنه حتى 5 مايو 2025 هناك 331 حزبًا مسجلاً، و70 حزبًا قيد التسجيل وقد سجلت المفوضية خلال فترة فتح باب تسجيل التحالفات تكوين نحو 70 تحالفًا انتخابيًا.

### القوى الشيعة
أعلن مقتدى الصدر زعيم التيار الصدري الذي يمثل أكبر حزب في العراق مقاطعة حزبه الانتخابات بشكل نهائي.
فيما أعلن رئيس الوزراء محمد شياع السوداني أنه سيقود تحالفًا كبيرًا باسم «ائتلاف الإعمار والتنمية» يضم تيار الفراتين بزعامته وحركة عطاء بزعامة فالح الفياض وجند الإمام بزعامة الوزير أحمد الأسدي وإبداع كربلاء بزعامة محافظها نصيف الخطابي، وائتلاف الوطنية بزعامة أياد علاوي، وتجمع أجيال بزعامة محمد الصيهود، وتحالف حلول بزعامة محمد صاحب الدراجي.
أما عصائب أهل الحق التابعة لقيس الخزعلي فقد تدخل الانتخابات بقائمة منفردة تحت اسم «صادقون» بقيادة الوزير نعيم العبودي.
ائتلاف دولة القانون بقيادة المالكي وتحالف الأساس بقيادة المندلاوي سيدخلون بقوائم منفردة والمجلس الأعلى بقيادة همام حمودي، أما تيار الحكمة بقيادة الحكيم والنصر بقيادة العبادي فسيدخلون الانتخابات بتحالف واحد باسم «تحالف قوى الدولة الوطنية» كما في الانتخابات السابقة.

### القوى السنية
أشارت تقارير إعلامية أن الحلبوسي سيدخل الانتخابات منفردًا بحزبه تقدم، أما تحالف عزم فلم يحسم أمره، فيما أكد حزب السيادة بزعامة الخنجر إنه يسعى لتكوين تحالف سني كبير ولن يدخل الانتخابات منفردًا.

### القوى الكردية
بالرغم من بوادر إحياء التحالف الكردستاني بين الحزبين الكرديين التقليديين الاتحاد الوطني والحزب الديمقراطي والذي قد ينتج عنه دخولهما بقائمة واحدة. إلا إنهما قررا الدخول بقوائم منفردة في النهاية.

### القوى العابرة للطائفية
أعلن عدنان الزرفي وعدد من القوى المدنية والتشرينية تشكيل تحالف جامع تحت اسم «تحالف البديل» والذي يتكون من الوفاء العراقية والحزب الشيوعي وحزب البيت بزعامة حسين الغرابي الوطني وحزب الاستقلال بزعامة سجاد سالم وعدد من الأحزاب المدنية الصغيرة.

### القوى المسيحية
أعلنت قوى سياسية مسيحية تكوين تحالف موحد باسم «التحالف المسيحي» و الذي يضم كلًّا من المجلس القومي الكلداني، وحركة تجمع السريان، والاتحاد الديمقراطي الكلداني، والجمعية الأرمنية، والرابطة الكلدانية العالمية، وتيار شلاما، والهيئة الإداريّة لطائفة الأرمن الأرثوذكس. يقف التحالف في مقابل حركة بابليون التي تحتكر تمثيل المكون المسيحي، ويتزعمها ريان الكلداني، القيادي في الحشد الشعبي والمقرب من أطراف موالية لإيران، والمُدرج في لائحة العقوبات الأميركية بتهم الفساد وانتهاكات حقوق الانسان.

### قائمة الأحزاب والتحالفات
التالي قائمة الأحزاب والتحالفات التي أعلنت مشاركتها حتى أيار/ مايو 2025:
| الحزب أو التحالف            | الزعيم             | المكونات | المقاعد السابقة | المشاركة السابقة               |
| --------------------------- | ------------------ | --- | --------------- | ------------------------------ |
| ائتلاف الإعمار والتنمية     | محمد شياع السوداني | الأحزاب - تيار الفراتين (3) - ائتلاف الوطنية (1) - حركة عطاء (5) - إبداع كربلاء (0) - بلاد سومر (6) - تجمع أجيال (1) - تحالف حلول (0) - آخرون ومستقلون (36) | 52              | جديد ولكن مكوناته شاركت سابقًا  |
| ائتلاف دولة القانون         | نوري المالكي       | الأحزاب - الدعوة (11) - حركة البشائر (10) - كتلة منتصرون (5) - كتلة معًا للقانون (4) - تحالف النهج (3) - الاتحاد الإسلامي التركماني (0) - حركة همم (0) - تجمع رجال العراق (0) - تيار القسم (0) - حركة الوهج (0) - تجمع النهضة والبناء (0)                                         | 33              | شارك سابقًا ولكن بمكونات مختلفة |
| حزب تقدم                    | محمد الحلبوسي      | منفرد | 39              | شارك سابقًا                     |
| الحزب الديمقراطي الكردستاني | مسرور بارزاني      | منفرد | 34              | شارك سابقًا                     |
| الاتحاد الوطني الكردستاني   | بافل طالباني       | منفرد | 16              | شارك سابقًا                     |
| منظمة بدر                   | هادي العامري       | منفرد | 12              | شارك سابقًا ضمن ائتلاف الفتح    |
| صادقون                      | قيس الخزعلي        | منفرد | 9               | شارك سابقًا ضمن ائتلاف الفتح    |
| تحالف الحسم الوطني          | ثابت العباسي       | الأحزاب - حركة حسم للإصلاح - نينوى لأهلها - أحزاب أخرى ومستقلين | 2               | شارك سابقًا                     |
| تحالف أبشر يا عراق          | همام حمودي         | الأحزاب - المجلس الأعلى (1) - إقتدار وطن (1) - تجمع الأسس (1) - تنظيم الداخل (0) - تجمع العراق الجديد (0) - تيار الكلمة (0) - حزب الأمانة (0) | 3               | شارك سابقًا ضمن ائتلاف الفتح    |
| تحالف البديل                | عدنان الزرفي       | الأحزاب - حركة الوفاء (3) - حزب الاستقلال (1) - الحزب الشيوعي (0) - البيت الوطني (0) - التجمع الجمهوري (0) - حركة كفى (0) - الحركة المدنية (0) - حركة شروع (0) - بناة العراق (0) - تحالف الاقتصاد العراقي (0) - حركة المثقف العراقي (0) - حركة ريادة (0) - التيار الديمقراطي (0) | 4               | جديد                           |
| تحالف خدمات                 | شبل الزيدي         | الأحزاب - حركة العراق الإسلامية - ائتلاف (أوج) - صوت الجماهير - المحافظون - حزب الثقة | 13              | جديد، ولكن مكوناته شاركت سابقًا |
| تحالف قوى الدولة الوطنية    | عمار الحكيم        | الأحزاب - تيار الحكمة (8) - حزب أراك (2) - كتلة النصر والإصلاح (0) - الاتجاه الوطني (0) - الجهاد والبناء (0) - المشرق العربي (0) - حركة طموح (0) | 10              | شارك سابقًا                     |
| تحالف السيادة－تشريع        | خميس الخنجر        | الأحزاب - حزب السيادة - حزب التشريع - حزب المسار - تيار المواطنة | 20~             | شارك سابقًا بمكونات مختلفة      |

## الجدول الزمني
| التاريخ                                    | الحدث                                               | ملاحظات        |
| ------------------------------------------ | --------------------------------------------------- | -------------- |
| 15 نيسان/أبريل إلى 22 أيار/مايو            | تسجيل التحالفات والأحزاب الراغبة بالمشاركة          | اكتملت المرحلة |
| 25 أيار/مايو إلى 26 حزيران/يونيو           | استلام قوائم المرشحين                               | اكتملت المرحلة |
| 15 نيسان/أبريل إلى 1 تموز/يوليو            | استلام الشكاوى والاعتراضات                          | اكتملت المرحلة |
| 1 تموز/يوليو إلى 8 تشرين الأول/أكتوبر      | تسجيل وكلاء الاحزاب السياسية والمراقبين والاعلاميين | يُنفَّذ...        |
| 9 آب/أغسطس                                 | إجراء قرعة اختيار التسلسلات                         | اكتملت المرحلة |
| 10 أيلول/سبتمبر إلى 7 تشرين الثاني/ نوفمبر | بداية ونهاية الحملات الدعائية للمرشحين              |                |
| 9 تشرين الثاني/ نوفمبر                     | يوم التصويت الخاص                                   |                |
| 11 تشرين الثاني/ نوفمبر                    | يوم التصويت العام                                   |                |
| 12 تشرين الثاني/ نوفمبر                    | إعلان النتائج الأولية                               |                |
| المصدر                                     |                                                     |                |

## الملاحظات
1. ↑  يتكون ائتلاف الإعمار والتنمية من:

  - كتلة الإعمار والتنمية:
    - تيار الفراتين (3)
    - ائتلاف الوطنية (1)
    - حركة عطاء (5)
    - إبداع كربلاء (0)
    - بلاد سومر (6)
    - تجمع أجيال (1)
    - تحالف حلول (0)
    - آخرون ومستقلون (36)
2. ↑  يتكون ائتلاف دولة القانون من:

  - الدعوة (11)
  - حركة البشائر (10)
  - كتلة منتصرون (5)
  - كتلة معًا للقانون (4)
  - تحالف النهج (3)
  - الاتحاد الإسلامي التركماني (0)
  - حركة همم (0)
  - تجمع رجال العراق (0)
  - تيار القسم (0)
  - حركة الوهج (0)
  - تجمع النهضة والبناء (0)
3. ↑  لم يكن ائتلاف الإعمار والتنمية موجودًا في الانتخابات السابقة ومقاعده الحالية هي مقاعد مكوناته التي كانت ضمن تحالفات أخرى.
4. ↑  حصل ائتلاف دولة القانون على 38 مقعد في الانتخابات السابقة ثم ارتفع إلى 44 مقعدًا بعد انضمام أحزاب أخرى للتحالف، ثم انسحب 11 نائبًا وانضموا إلى تحالف السوداني والمحصلة 33 مقعد.
5. ↑  حصلت منظمة بدر على مقاعدها ضمن ائتلاف الفتح، وكانت 14 مقعد ثم انسحب عضوان وانضماما لتحالف السوداني.
6. ↑  حصلت عصائب أهل الحق على المقاعد الستة ضمن ائتلاف الفتح
7. ↑  لا يمكن تحديد مقاعد تحالف السيادة/خميس الخنجر بدقة، بسبب كثرة انسحاب ودخول الأعضاء في هذا التحالف، كما إنه لم يشترك مباشرةً في الانتخابات السابقة بل ضمن تحالفات أخرى.